# Nitmiluk-Nationalpark
Der Nitmiluk-Nationalpark (früher Katherine-Gorge-Nationalpark) ist ein 1989 gegründeter, 2921 km² großer Nationalpark in der australischen Verwaltungseinheit Northern Territory, 244 km südöstlich von Darwin und 32 km nordöstlich von Katherine. Im Norden grenzt der Park an den Kakadu-Nationalpark.

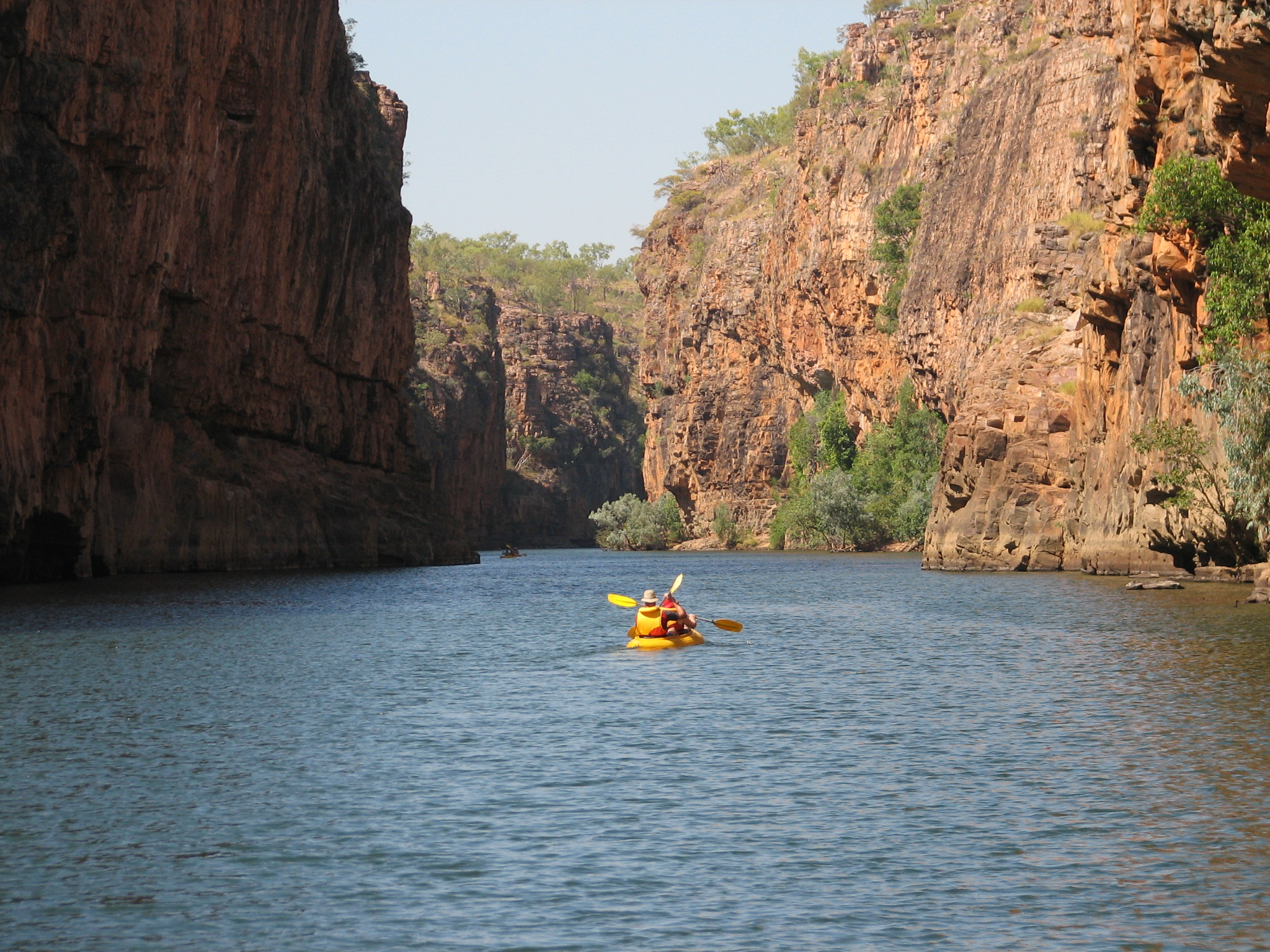
Katherine Gorge

Teil des Parks ist die Katherine Gorge, ein vom Katherine River über einen Zeitraum von einer Milliarde Jahren in das Arnhem-Plateau gegrabenes, 12 km langes System von 13 Schluchten mit bis zu 70 m hohen Sandstein-Felswänden. Die Schluchten und deren Umland haben spirituelle Bedeutung für das Aborigine-Volk der Jawoyn. „Nitmiluk“ bedeutet in der Sprache der Jawoyn so viel wie Ort der Zikaden-Traumpfade. Der Park wurde in den Besitz der Jawoyn zurückgegeben und wird in Übereinstimmung mit deren traditionellen Gesetzen von der Parks and Wildlife Commission of the Northern Territory mitverwaltet. Im Bereich des Parks sind noch historische Felsmalereien zu finden.
Die Edith Falls, ein großer, von einem Wasserfall gespeister See, liegen an der Westgrenze des Parks.